# Thomas Frederick Price
Thomas Frederick Price (Wilmington, 19 agosto 1860 – Hong Kong, 12 settembre 1919) è stato un presbitero e missionario statunitense.

## Biografia
Padre Thomas Frederick Price nacque a Wilmington, Carolina del Nord, il 19 agosto 1860 ed era l'ottavo figlio di Alfred Price e Clarissa (nata Bond). I suoi genitori erano dei convertiti alla fede cattolica e il giovane Thomas venne cresciuto come un cattolico devoto nel mezzo dell'apatia verso il cattolicesimo tipica degli stati meridionali. Da giovane, fu profondamente influenzato dai sacerdoti della sua parrocchia di San Tommaso. Un chierico che fu una figura di primo piano nella sua vita fu il futuro cardinale James Gibbons, appena nominato vicario apostolico della Carolina del Nord. Monsignor Gibbons stabilì il suo quartier generale nella chiesa di San Tommaso. Thomas spesso serviva la messa per il vescovo e lo accompagnava nei viaggi ufficiali in tutto il vicariato.
Con il suo background religioso, in particolare la profonda devozione di sua madre alla Beata Vergine Maria, Thomas si sentì presto chiamato al sacerdozio. Confidò il suo interesse al parroco, il reverendo Mark Gross, e vennero fatti gli accordi necessari per poterlo ammettere al St. Charles College di Catonsville, Maryland, nell'agosto del 1876. Si diresse verso il seminario via nave e sfuggì alla morte nel naufragio della Rebecca Clyde. Egli attribuì la sua sopravvivenza all'intercessione della Beata Vergine Maria. Dopo l'incidente, tornò nel gennaio del 1877. Studiò al St. Charles College dal gennaio del 1877 fino al 28 giugno 1881. Nel settembre di quell'anno entrò nel seminario "Santa Maria" di Baltimora.
Il 20 giugno 1886 fu ordinato presbitero nella pro-cattedrale di Wilmington da monsignor Henry Pinckney Northrop. Entrambi i suoi genitori morirono prima della sua ordinazione. Fu il primo nativo della Carolina del Nord ad essere ordinato sacerdote cattolico. Venne assegnato al lavoro missionario nella sezione orientale del suo Stato d'origine.

### Primi anni di presbiterato
Nel primo anno di ministero operò tra i pochi cattolici delle città di Asheville e New Bern. In seguito ottenne il permesso dal vicario apostolico Leo Michael Haid di iniziare un programma di evangelizzazione in tutto lo Stato. I suoi metodi furono influenzati da padre Walter Elliott, un famoso predicatore paolino. Uno degli strumenti di monsignor Price per l'evangelizzazione fu la pubblicazione della rivista Truth, che iniziò a modificare e pubblicare nell'aprile del 1897. Un secondo strumento fu l'istituzione dell'orfanotrofio di Nazareth nel 1898. Il piano di padre Price fu di aiutare i meno abbienti di un'area e quindi conquistare il favore della popolazione generale, che sarebbe stata più incline ad ascoltare il suo messaggio missionario.
Dopo il successo dell'orfanotrofio di Nazareth, padre Price organizzò squadre di catechizzazione estiva di seminaristi. Finalmente, nel 1902, padre Price aprì una casa di formazione per missionari a Nazareth. Era un seminario propedeutico il cui unico scopo era l'educazione e la formazione dei missionari per le missioni domestiche. Si chiamava Regina Apostolorum. Price diresse il Regina Apostolorum e funse da insegnante principale e direttore spirituale.

### La svolta missionaria

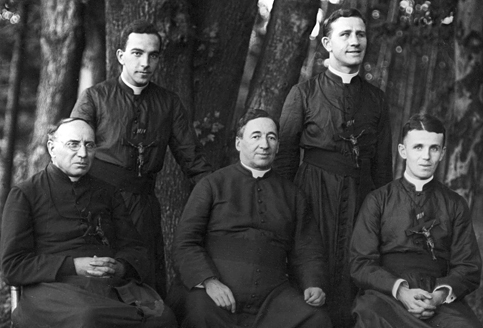
Fotografia scattata nel 1918. Padre Thomas Frederick Price è seduto a destra e accompagnato dai primi missionari di Maryknoll diretti in Cina. Seduto al centro, padre James Anthony Walsh e seduto a destra don James Edward Walsh; in piedi a sinistra padre Francis Xavier Ford, a destra padre Bernard Meyer.

Col passare del tempo, padre Price cominciò a sottolineare sempre più spesso, nelle pagine di Thruth, la necessità di un seminario per la formazione di giovani americani per le missioni estere. Allo stesso tempo, il reverendo James Anthony Walsh di Boston, stava sviluppando la stessa idea nelle pagine di The Field Afar. Al congresso eucaristico di Montréal del 1910, i due sacerdoti si incontrarono e iniziarono a formulare piani per l'istituzione di un seminario per i missionari da inviare all'estero. Con l'approvazione della gerarchia cattolica americana, i due preti si recarono a Roma nel giugno del 1911 per ricevere l'approvazione definitiva per il loro progetto da parte di papa Pio X.
Dopo l'incontro con il pontefice, padre Price viaggiò per la prima volta a Lourdes. Durante la sua permanenza in quella località, ebbe un'esperienza spirituale a cui fa riferimento nel suo diario personale. Mantenne quindi una speciale devozione per Nostra Signora di Lourdes e per Santa Bernadette Soubirous fino alla sua morte.
Tornando in patria, Price e Walsh iniziarono a pianificare l'istituzione di un nuovo seminario e della società per le missioni estere. Dopo una breve permanenza a Hawthorne, New York, acquistarono una proprietà a Ossining, per la sede della nuova congregazione, la Società per le missioni estere degli Stati Uniti d'America (popolarmente conosciuta come dei padri di Maryknoll).
Price effettuò poi un tour nazionale in America per ottenere supporto per la nuova impresa. Nel 1918, tre giovani preti - James Edward Walsh, Francis Xavier Ford e Bernard F. Meyer - erano pronti per partire come missionari in Cina. Il 7 settembre, padre Price partì con loro con loro per assumere l'incarico di superiore della nuova missione. Dal momento della fondazione di Maryknoll, Price aveva capito che Walsh era capace di amministrare e dirigere il seminario stesso. Price invece aveva sempre sperato di essere scelto come uno dei primi missionari di Maryknoll e il suo sogno venne realizzato.
Questo gruppo di primi quattro missionari americani in Cina arrivò ad Hong Kong nell'ottobre del 1918. Si stabilirono a Yeungkong (oggi Yangjiang) sulla costa meridionale della Cina. A causa della sua età e della sua complessità, Price ebbe grandi difficoltà ad apprendere la lingua cinese.
In Cina padre Price iniziò a soffrire di disturbi fisici. Verso l'ultima parte del 1919 si ammalò gravemente. Poiché non c'erano strutture mediche adeguate in quella zona, fu portato a Hong Kong per essere ricoverato in ospedale. Dopo un viaggio impegnativo, Price arrivò nella colonia britannica e venne immediatamente portato al St. Paul's Hospital di Causeway Bay, un'istituzione diretta dalle Suore ospedaliere di San Paolo. Il lungo e faticoso viaggio da Yeungkong a Hong Kong con mezzi primitivi aggravò il suo già serio quadro clinico di appendicite. Entrò nell'ospedale il 19 agosto 1919 e venne operato l'8 settembre 1919. Tuttavia, era già troppo tardi e morì il 12 settembre, festa del Santissimo Nome di Maria. La data della sua morte è piuttosto significativa, poiché nutriva una grande devozione per la Beata Vergine Maria. Aveva solo 59 anni. Il suo corpo fu sepolto nel lotto dei preti del cimitero di San Michele a Happy Valley, Hong Kong.
Il 18 settembre 1919 nella cattedrale dell'Immacolata Concezione a Hong Kong venne celebrata una messa solenne di requiem per il felice riposo della sua anima. A questa cerimonia, il vescovo Domenico Pozzoni, diede l'assoluzione finale. Alla cerimonia parteciparono un ampio numero di sacerdoti e suore.
Nel 1923, un missionario francese tornò in Francia con il cuore di padre Price e lo consegnò all'ordine religioso di Santa Bernadette Soubirous, le Suore della carità e dell'istruzione cristiana. Venne collocato in una nicchia nel muro vicino al corpo della santa nella casa madre delle suore. Questo fu fatto su richiesta dello stesso padre Price che nutriva una grandissima devozione per la veggente. Il corpo di Price fu riesumato nel 1936 e trasferito al cimitero di Maryknoll a Ossining, New York. Nel 1955, le sue spoglie, insieme a quelle del vescovo James Edward Walsh, furono riesumate e sepolte nella cripta della cappella del seminario di Maryknoll a Ossining.